# Paul Kretschmer (Politiker)
Paul Kretschmer (* 28. Oktober 1910 in Rabishau; † 29. März 1999 in Holzminden) war ein deutscher Kommunalpolitiker (SPD).

## Werdegang
Paul Kretschmer wurde am 28. Oktober 1910 in Rabishau im Landkreis Löwenberg in Schlesien geboren. Ab 1919 besuchte er das Gymnasium im nahegelegenen Liebenthal, wo er 1927 das Abitur ablegte. Bereits während der Weimarer Republik engagierte Kretschmer sich in der SPD, der er bis zu seinem Tode angehörte. Bis 1933 studierte er Jura in Breslau und Kiel, dort bestand er das zweite juristische Staatsexamen, kehrte nach Rabishau zurück und war in der Folgezeit als Assessor bei Gericht tätig. 1939 heiratete Paul Kretschmer, aus der Ehe gingen zwei Töchter hervor.
Während des Zweiten Weltkrieges war Kretschmer in der Militärverwaltung im besetzten Polen nahe Krakau tätig. Bei Kriegsende befand er sich im Protektorat Böhmen und Mähren, konnte sich aber der Gefangennahme entziehen und größtenteils zu Fuß ins heimische Rabishau gelangen.
Am 16. Juli 1946 wurden er und seine Familie zusammen mit den meisten anderen Rabishauern mit der ersten Vertreibungswelle nach Holzminden (Niedersachsen) deportiert, wo er eine Stelle in der britischen Stadtverwaltung annahm. Im April 1948 wurde Kretschmer zum Stadtdirektor ernannt. Nach seinem Ausscheiden als Stadtdirektor zum 31. März 1972 wurde er durch den niedersächsischen Innenminister mit dem Großen Verdienstkreuz der Bundesrepublik Deutschland ausgezeichnet. Danach war er von 1973 bis 1981 Holzmindener Bürgermeister und gehörte bis zum 31. Oktober 1991 dem Stadtrat an. In dieser Zeit hatte er maßgeblichen Anteil an der erfolgreichen Integration der etwa 10.000 Ostvertriebenen in die alteingesessene Bevölkerung sowie der wirtschaftlichen und sonstigen Entwicklung der Stadt zum heutigen Zustand. Für seine Verdienste um die Stadt wurde er an seinem 75. Geburtstag am 28. Oktober 1985 mit der Haarmannplakette ausgezeichnet, am 28. Oktober 1996 wurde er zum Ehrenbürger Holzmindens ernannt.
Paul Kretschmer war schriftstellerisch tätig und verfasste eine Vielzahl von Gedichten, Erzählungen und Reden, die mehrheitlich einen Bezug zu seiner alten und neuen Heimat aufweisen. Am bekanntesten dürfte seine Aufarbeitung der Geschichte der Stadt Holzminden sein, die 1981 unter dem Titel Die Weser-Solling-Stadt Holzminden : wie sie wurde, was sie ist veröffentlicht wurde.

## Ehrungen
- 1972: Großes Verdienstkreuz der Bundesrepublik Deutschland
- 1985: Haarmannplakette der Stadt Holzminden
- 1996: Ehrenbürgerwürde der Stadt Holzminden

## Schriften
- Die Weser-Solling-Stadt Holzminden : wie sie wurde, was sie ist – Holzminden: Hüpke, 1981